# Осташевская (муниципальное образование «Благовещенское»)
Осташевская — деревня в Вельском районе Архангельской области. Входит в состав Муниципального образования «Благовещенское».

## География
Деревня расположена в 62 километрах на север от города Вельска , на левом берегу реки Устья притока Ваги. Ближайшие населённые пункты: на севере село Благовещенское, являющееся административным центром муниципального образования.
Часовой пояс
Осташевская, как и вся Архангельская область, находится в часовой зоне МСК (московское время). Смещение применяемого времени относительно UTC составляет +3:00.

## Население
| 2002 | 2010 | 2012 | 2014 |
| ---- | ---- | ---- | ---- |
| 69   | ↘60  | ↗76  | ↗79  |

## История
Указана в «Списке населённых мест по сведениям 1859 года» в составе Шенкурского уезда Архангельской губернии под номером «2179» как «Осташевская (Леоново)». Насчитывала 7 дворов, 24 жителя мужского пола и 34 женского.
В «Списке населенных мест Архангельской губернии на 1 мая 1922 года» в деревне уже 10 дворов, 29 мужчин и 37 женщин.